# Autorail DE 1 et DE 2
Les autorails DE1 & DE2, également désignés Plan X ou anges bleus sont une série de rames automotrices diesel-électriques utilisées par les chemins de fer néerlandais (NS) entre 1953 à 1998. Leur surnom vient de la couleur bleu vif que ces rames portaient à l'origine. 
Suivant l'habitude des chemins de fer néerlandais, le matériel automoteur était également référencé par l'année de livraison, ce qui donne pour cette série Mat '53, mais cette appellation ne s'est pas répandue, alors que DE1&2 fait référence à la chaine de traction diesel-électrique et au nombre de caisses des engins. 
Une autre habitude après la seconde guerre mondiale fut d'identifier chaque génération de matériel commandée par une lettre faisant référence au plan qui a abouti à leur commande. Pour ces engins, il s'agit du Plan X, mais cette référence ne s'est imposée qu'après la modernisation et la repeinture en jaune de la seconde moitié des années 1970.

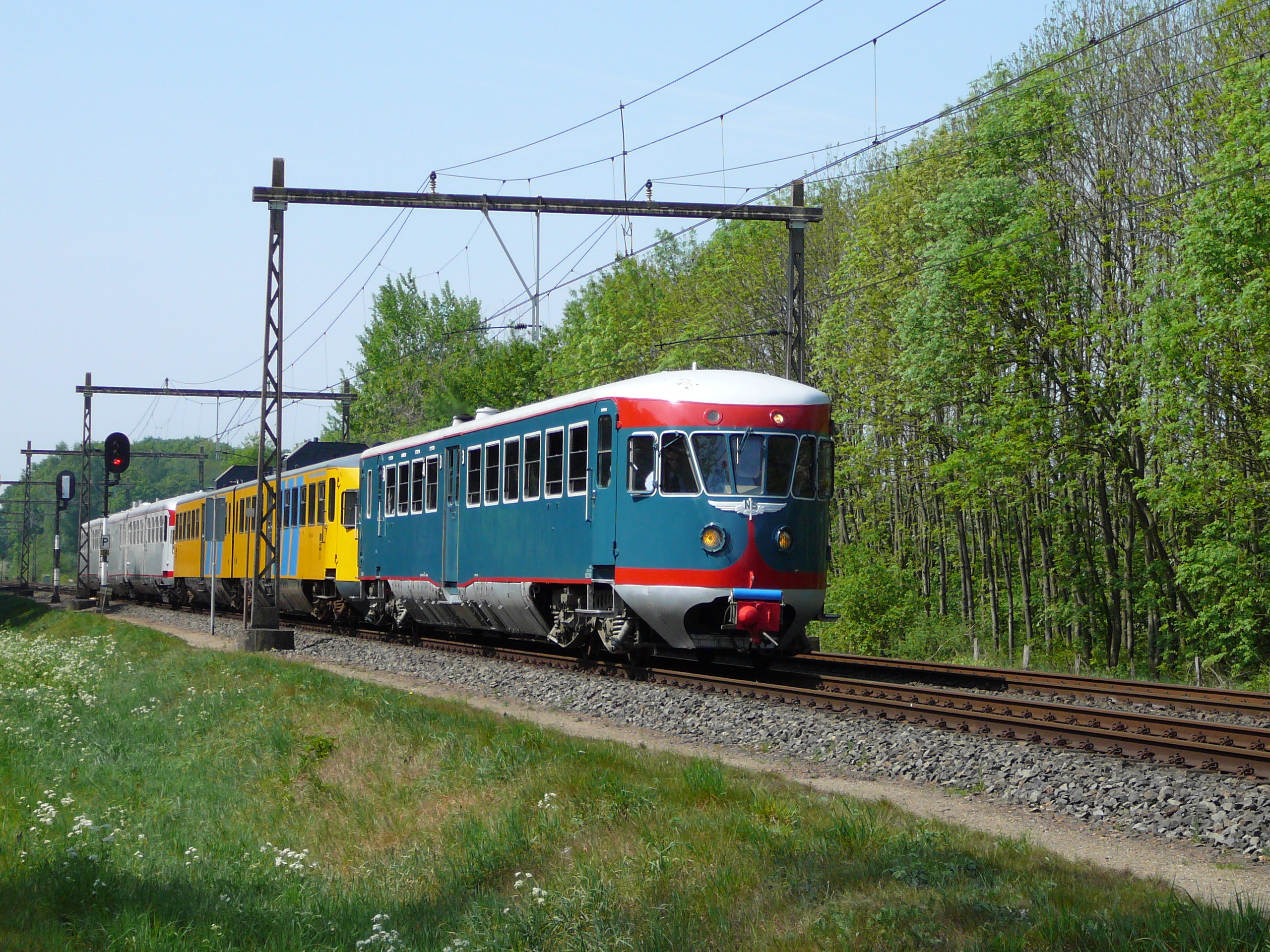
Les deux engins musée opérationnels (DE1 n° 41 et DE2 n° 186) remorquent la rame DE3 n° 27 entre le Musée d'Utrecht et Tilburg le 28 avril 2007.

## Description
Ces autorails ont  été construits en 1953-1954 par le fabricant de matériel roulant Allan (Allan & Co's Royal Dutch Furniture and Railway Equipment Factories NV à Rotterdam), pour le compte des chemins de fer néerlandais. Deux sous-séries furent construites : 
- Les autorails monocaisse DE1 (30 exemplaires numérotés 21 à 50);
- Les rames doubles articulées DE2 (46 exemplaires numérotés 61 à 106).
- L'autorail d'inspection DE20, bien qu'aménagé très différemment, repose sur la même plateforme que les DE1

Les cabines de conduite sont carénées, comme c'était l'habitude aux NS depuis les autorail Mat '34 (design que ces derniers avaient emprunté aux autorails allemands DR 877 Fliegende Hamburger'), avec des vitrages larges.
Structurellement, les caisses reposent sur des châssis soudés autour de poutres-caissons. 
Les rames sont équipées d'attelages Scharfenberg pour circuler en unités multiples jusqu'à trois unités (mais un poste de conduite ne peut superviser que 4 groupes moteurs, rendant la combinaison de trois engins complexe à mettre en œuvre). Par ailleurs, si elles sont accouplables aux séries plus anciennes (thermiques ou électriques) équipées des mêmes attelages, ce n'est qu'à des fins de remorquage car les signaux de commande ne sont pas compatibles.
Chaque caisse comporte une plateforme intermédiaire large, dotée d'une double porte. Les engins bicaisse sont également dotés de plateformes plus étroites au dessus du bogie central, mais leur accès se fait via trois marches superposées très raides, rendant la descente périlleuse sur les voies équipées de quais bas. Le même genre d'accès est installé dans chaque poste de conduite.
L'aménagement intérieur d'origine est constitué de banquettes à structure tubulaire avec un recouvrement en simili-cuir. Le niveau de confort est celui qui était d'application à l'époque en troisième classe : plus moelleux que les banquettes en bois d'avant-guerre, mais bien raide afin de pouvoir accueillir un maximum de passagers sur des banquettes rapprochées, proche de ce qui se faisait dans les tramways urbains. 
L'espace semble toutefois plus aéré que dans le matériel grandes lignes, car on s'est contenté de mettre des porte-bagages longitudinaux plutôt que d'en disposer au dessus de chaque banquette. 
Lors de la suppression de la troisième classe,  c'est en fait la première classe (dont ces engins n'étaient pas pourvus) qui disparaitra; On se contentera donc de renuméroter la classe des compartiments sans les modifier.

### Chaine de traction
Chaque engin est initialement pourvue de deux ensembles composés d'un moteur diesel de 145 chevaux d'origine AEC (Associated Equipement Company, construit sous licence aux Pays-Bas par Kemper & Van Twist) et d'une génératrice. 
Les bogies moteurs disposent chacun de deux moteurs électriques. Sur les DE2, le bogie médian articulé n'est pas motorisé. Ainsi, les deux séries ont initialement la même puissance. Les DE2 sont donc moins performants que les DE1 en raison de leur poids plus élevé (82t contre 57t). Les NS annoncent des vitesses maximales de 120 et 105 km/h pour les deux séries, mais une "vitesse de service" de 90 km/h, suffisante pour les lignes secondaires desservies. À la fin des années 1950, les moteurs des DE2, qui montrent des signes de fatigue accélérée, seront remplacés par des versions renforcées afin d'atteindre 180 chevaux, puis, vingt ans plus tard, par des moteurs Cummins NT855 encore plus puissants, comme sur les DH2. Les engins sont capables de rouler avec une seule des deux demi-chaines de traction opérationnelle en cas d'avarie sur l'autre ensemble.

### Version mono-caisse (DE1)
La caisse des DE1 mesure 27,05 mètres de long et est composée de deux compartiments de troisième classe (l'un fumeur et l'autre non-fumeur) séparés par la plateforme centrale. 
Un fourgon est également aménagé, utilisant l'équivalent de deux travées. Il n'y avait par contre pas de compartiment distinct pour la classe supérieure, mais huit sièges dans le compartiment non-fumeur étaient recouverts d'un revêtement de couleur différente et considérés comme constituant la seconde classe, devenue ultérieurement première classe. 

### Version bi-caisse (DE2)
Un DE2 mesure 45,4 mètres de long et possède trois bogies, le bogie central étant un bogie articulé Jacobs. L'entraxe des bogies est de 18,35 mètres sur les deux séries, les caisses des DE2 sont donc beaucoup plus courtes que celles des DE1, ce qui est compensé par l'absence de second poste de conduite et deux travées en moins, donnant un compartiment plus petit côté intercirculation. 
L'aménagement initial de l'une des caisses est composé d'un grand compartiment de troisième classe alors que le petit compartiment est réservé à la seconde classe. L'autre caisse présente les deux travées les plus proches du poste de conduite remplacées par un fourgon (configuration identique aux DE1), alors que toutes les places assises de cette seconde caisse sont en troisième classe, avec un compartiment non-fumeur. 

### Livrées
Les engins ont été livrés peints dans une couleur bleu clair avec des bandes rouge-orangé en bordure de caisse, s'élargissant sur les postes de conduite. Elles présentent également des ailes moulurées sous les fenêtres des cabines de conduite qui seraient à l'origine de leur surnom d'Ange Bleu.
Dans les années 1960, les rames sont repeintes dans une couleur rouge foncé, retenue comme couleur commune pour le matériel diesel, à l'occasion de leur première révision. Certains présentent de larges bandes obliques bleues incluant des panneaux publicitaires sous les fenêtres.
À partir de 1975, 26 engin de la série DE2 sont modernisés et ressortent peints dans la nouvelle livrée unifiée jaune des chemins de fer néerlandais.

### Modernisation, retrait du service et préservation

#### Retrait des engins non modernisés
En 1979, les premiers autorails DE1 ont été retirés du service, à l'occasion de l'arrivée des nouveaux autorails Wadloper. Sept d'entre eux sont conservés comme réserve stratégique et utilisés jusqu'en 1985. Pour les DE2, les NS estiment devoir conserver 26 rames afin d'assurer des services spécifiques (dessertes transfrontalières et services d'heures creuses sur les lignes secondaires de l'est du pays). 
Dès lors, les engins rénovés sont renumérotés. Les DE2 non rénovés sont retirés du service en même temps que les DE1. 

#### Modernisation des DE2
La rame DE2-88 est modernisée à titre de prototype en 1975. Les autres engins suivront quelques années plus tard. La modernisation - plutôt lourde - est réalisée aux ateliers centraux de Haarlem, et prévoit :
- la suppression du compartiment fourgon et son réaménagement en compartiment de première classe à deux travées (le compartiment de première classe initial est réaménagé en seconde classe) ;
- la suppression des portes d'accès aux plateformes proches de l'intercirculation, dont l'accessibilité était périlleuse (côté poste de conduite, elles restent en place, intégrées aux postes de conduite) ;
- l'installation de moteurs Cummins NT 855 plus puissants ;
- l'installation d'un refroidissement moteur plus efficace, avec des radiateurs supplémentaires - très visibles - en toiture ;
- le remplacement des banquettes de type autobus par des sièges plus confortables ;
- le remplacement des baies vitrées par des modèles à ouvrants coulissants ;
- l'amélioration du confort du poste de conduite (nouveau siège, pupitre repensé, pare-brise unique remplaçant les trois fenêtres frontales) ;
- l'amélioration et la centralisation de la commande de fermeture des portes.

#### Retrait des engins modernisés
Le retrait du service des rames rénovées intervient principalement le 30 juin 1997. Trois engins ont un répit d'un an supplémentaire dans l'attente de leur remplacement sur la desserte Maastricht - Heerlen - Aix-la-Chapelle. Deux autres sont pris en location par l'opérateur privé Oostnet (Syntus) pour l'exploitation de la première ligne mise en concession aux Pays-Bas (Mariënberg – Almelo), entre 1998 et 2002.

#### Préservation
Le DE1-41 est préservé par le Musée des chemins de fer néerlandais d'Utrecht. Il a été entièrement restauré en 1995 en état opérationnel et repeint dans sa couleur bleue d'origine. En 2009, il fut équipé du système de signalisation ATBe afin de pouvoir assurer des parcours touristiques sur le réseau ferré national. 
La rame 179 a été transférée au chemin de fer touristique ZLSM en 1999. La rame 178 fut acquise comme banque d'organes et a été mise à la ferraille après démontage des pièces utiles. La 179 n'a pas encore été remise en état.
Les deux rames utilisées par Oostnet (164 et 180) ont été reprises par le HIJSM à Haarlem (une fondation visant la préservation de matériel roulant historique, qui a cessé ses activités depuis) La rame 180 a été ferraillée en 2023.
La rame 186 est devenue la propriété de la Fondation HSA (entretemps devenue Transit Oost ) à Winterswijk. Cette dernière a conservé sa livrée jaune et était en 2016 le seul engin de sa série en état de marche. Par ailleurs, elle était à son retrait le matériel roulant néerlandais ayant eu la plus longue carrière commerciale (plus de 48 ans, entre 1954 et 2002).

## Galerie de photos

Aménagement intérieur des DE1 & DE2
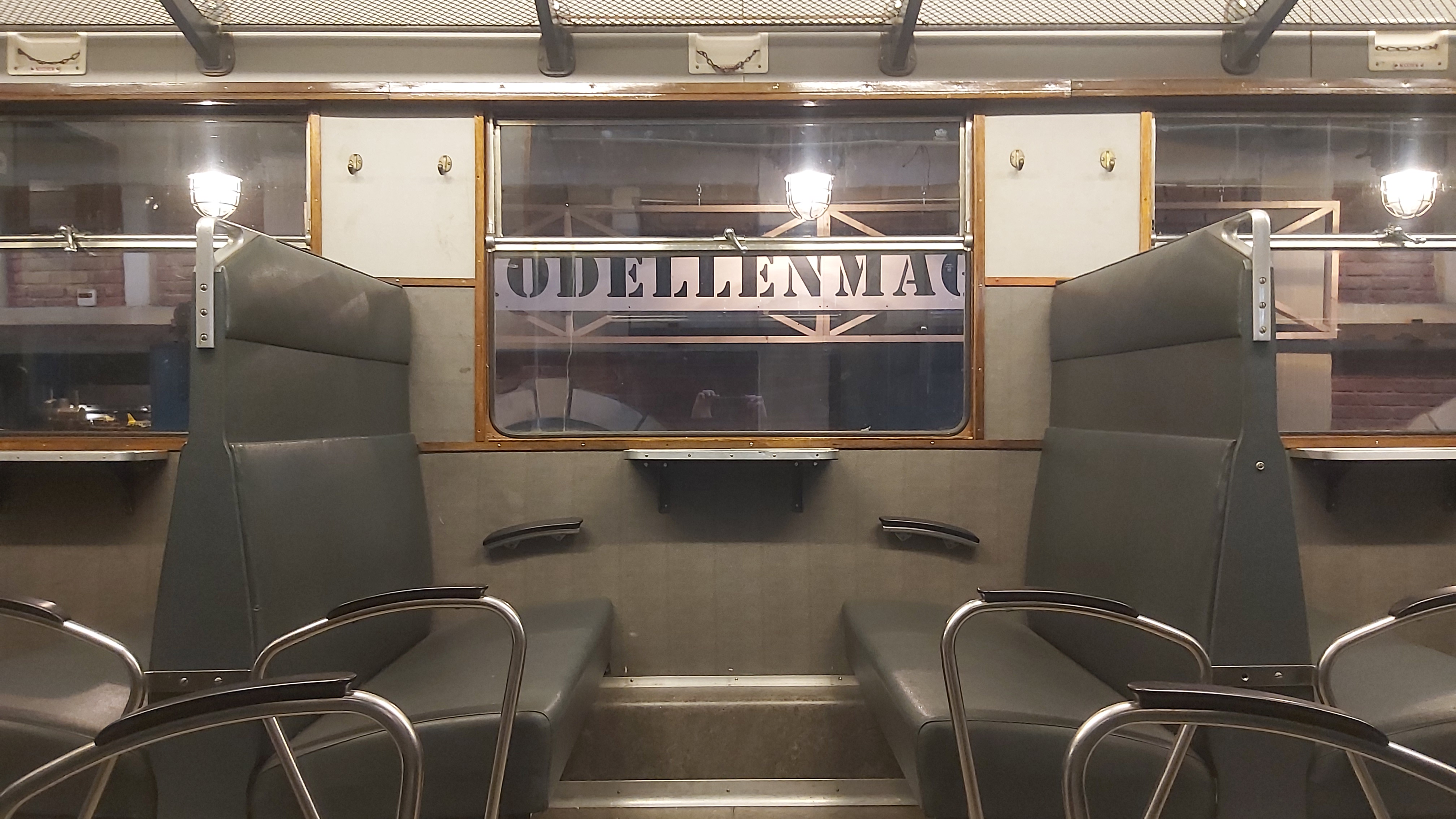
Aménagement d'origine de 2e classe
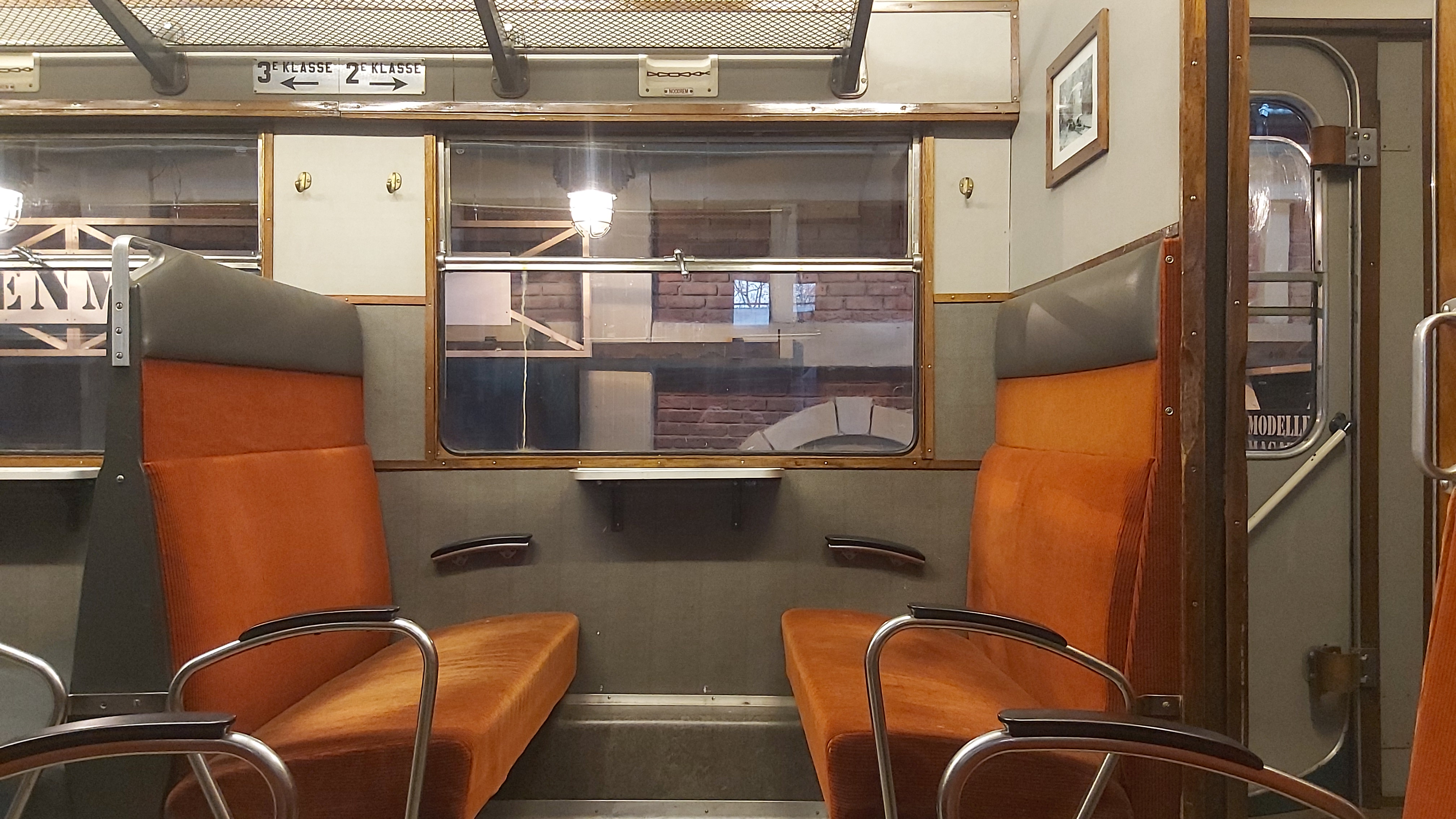
Aménagement d'origine de 1e classe
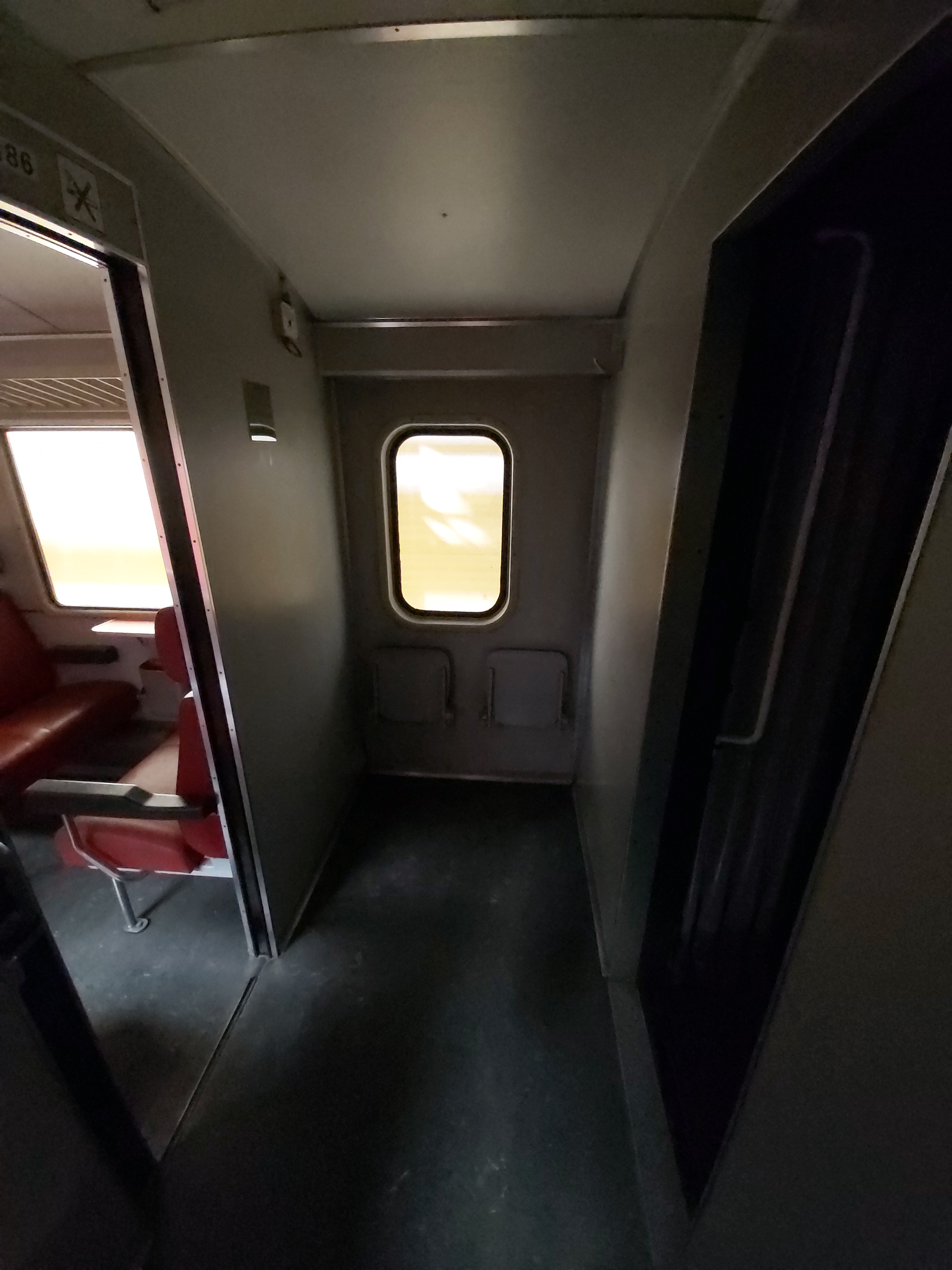
Plateforme d'extrémité fermée d'un DE2 modernisé.
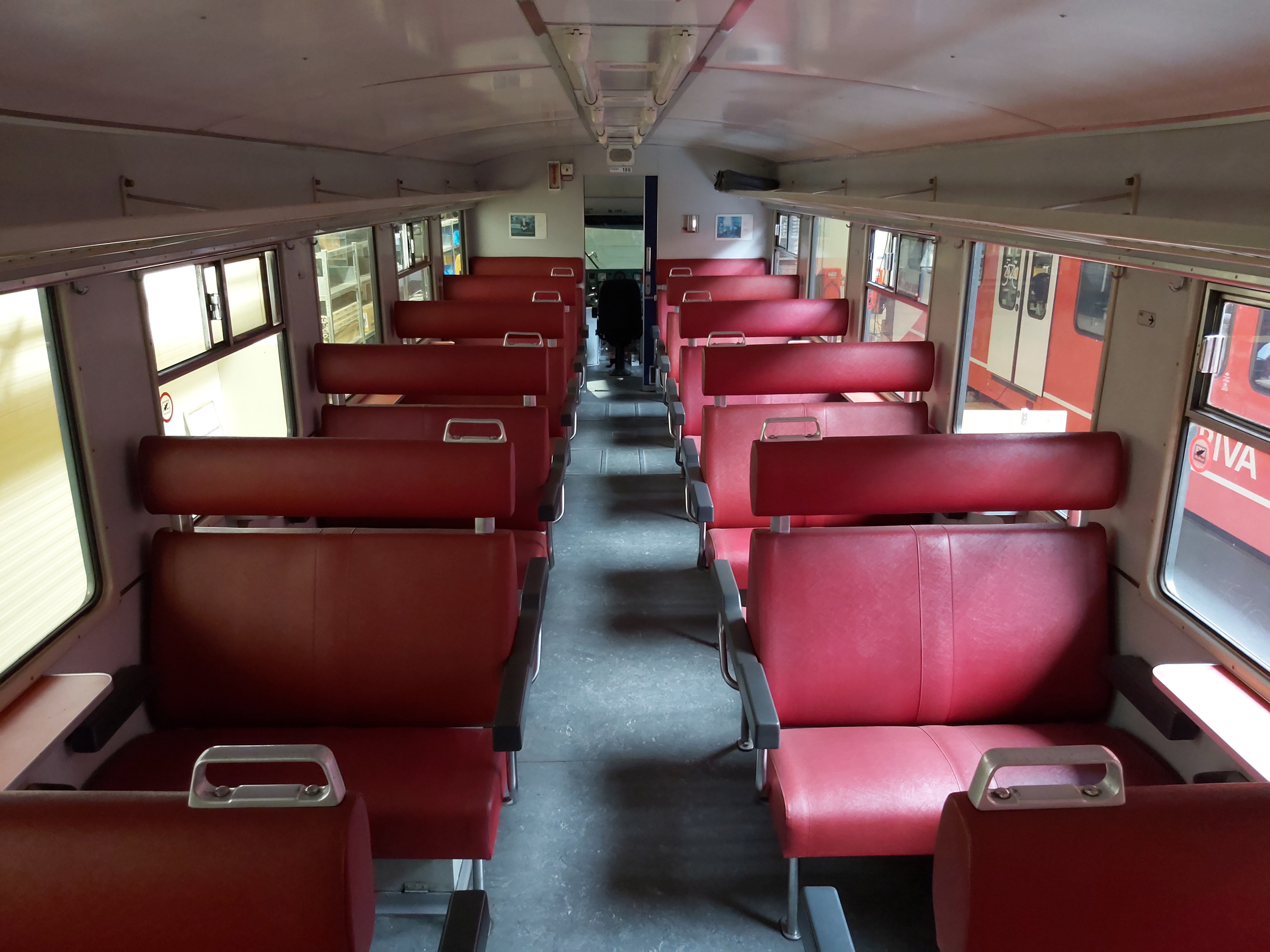
Aménagement de 2e classe modernisé
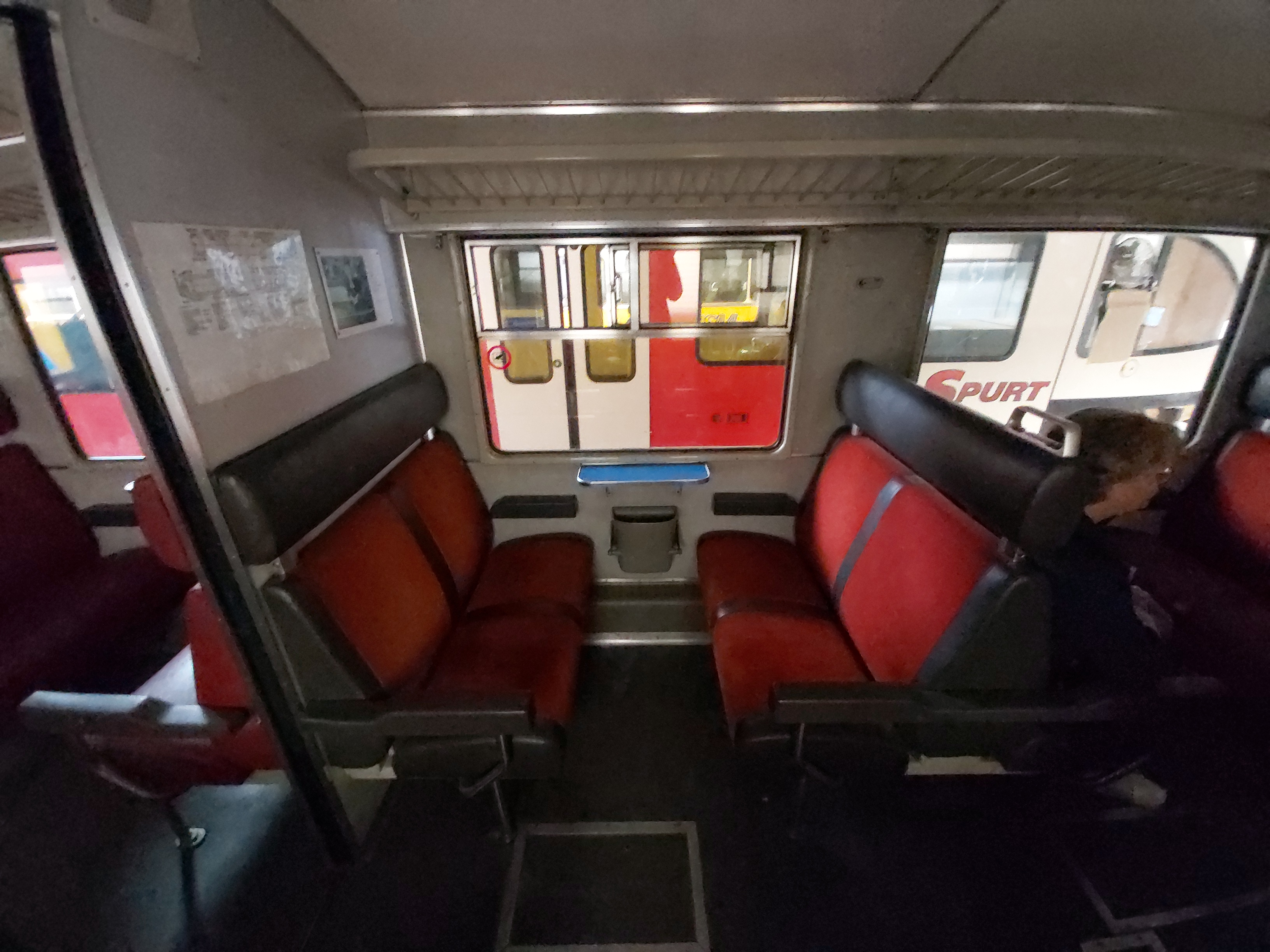
Aménagement de 1e classe modernisé.

Photos historiques des autorails DE1 & DE2
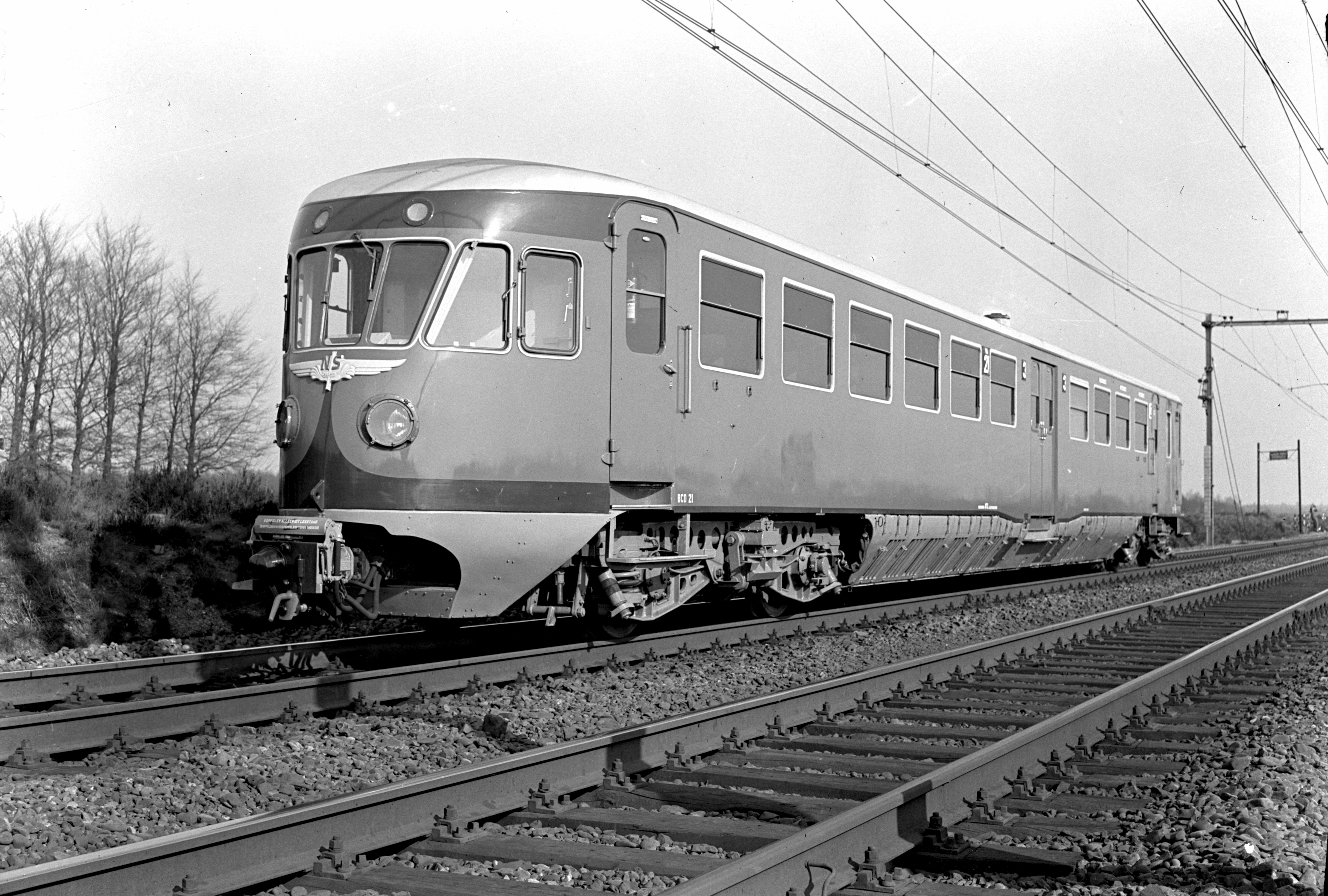
La DE1 n° 21 lors d'un parcours d'essai à Wolfheze le 20 février 1953.
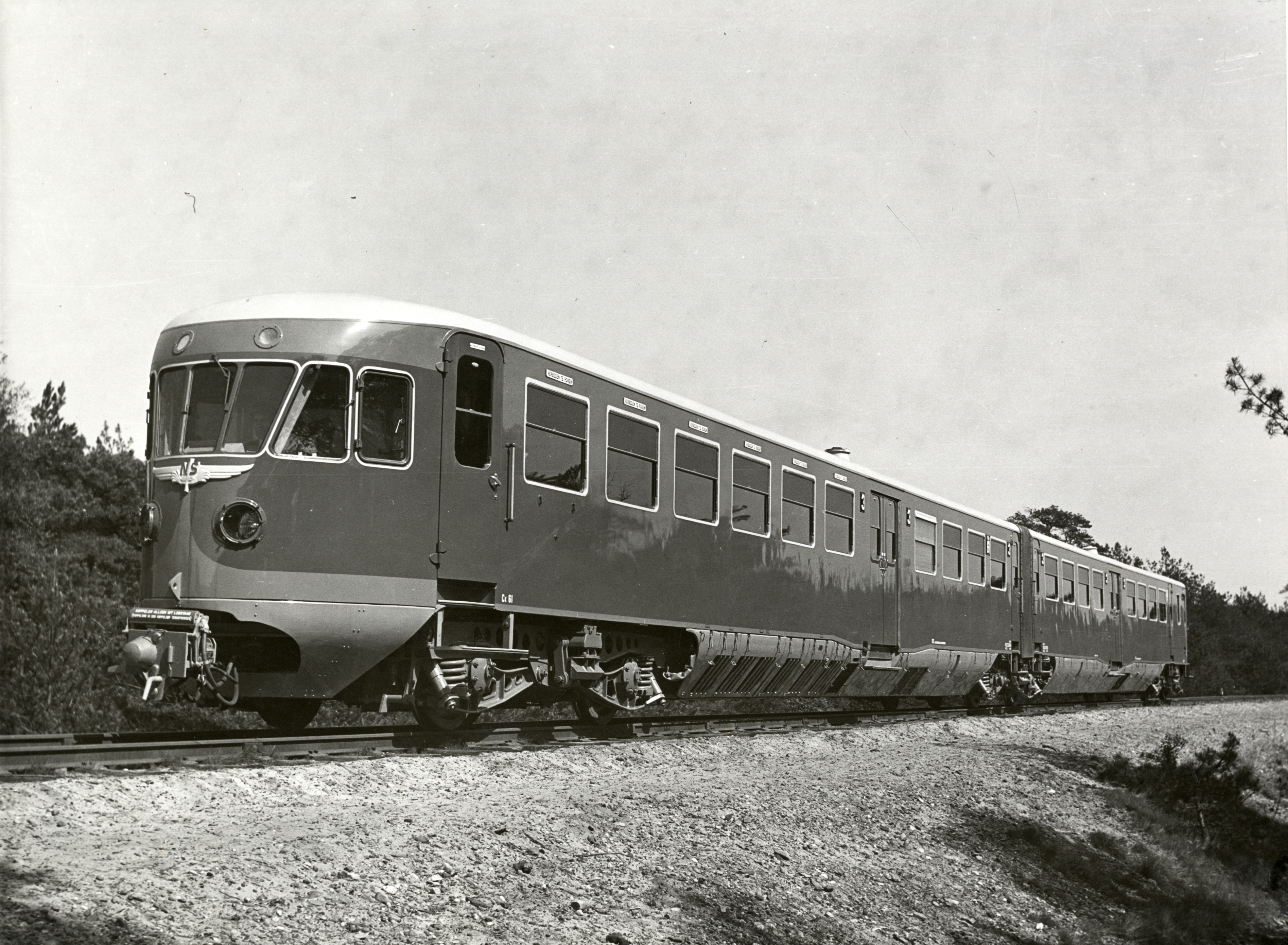
La DE2 n° 61 lors d'un essai à Bilthoven le 2 mai 1953.
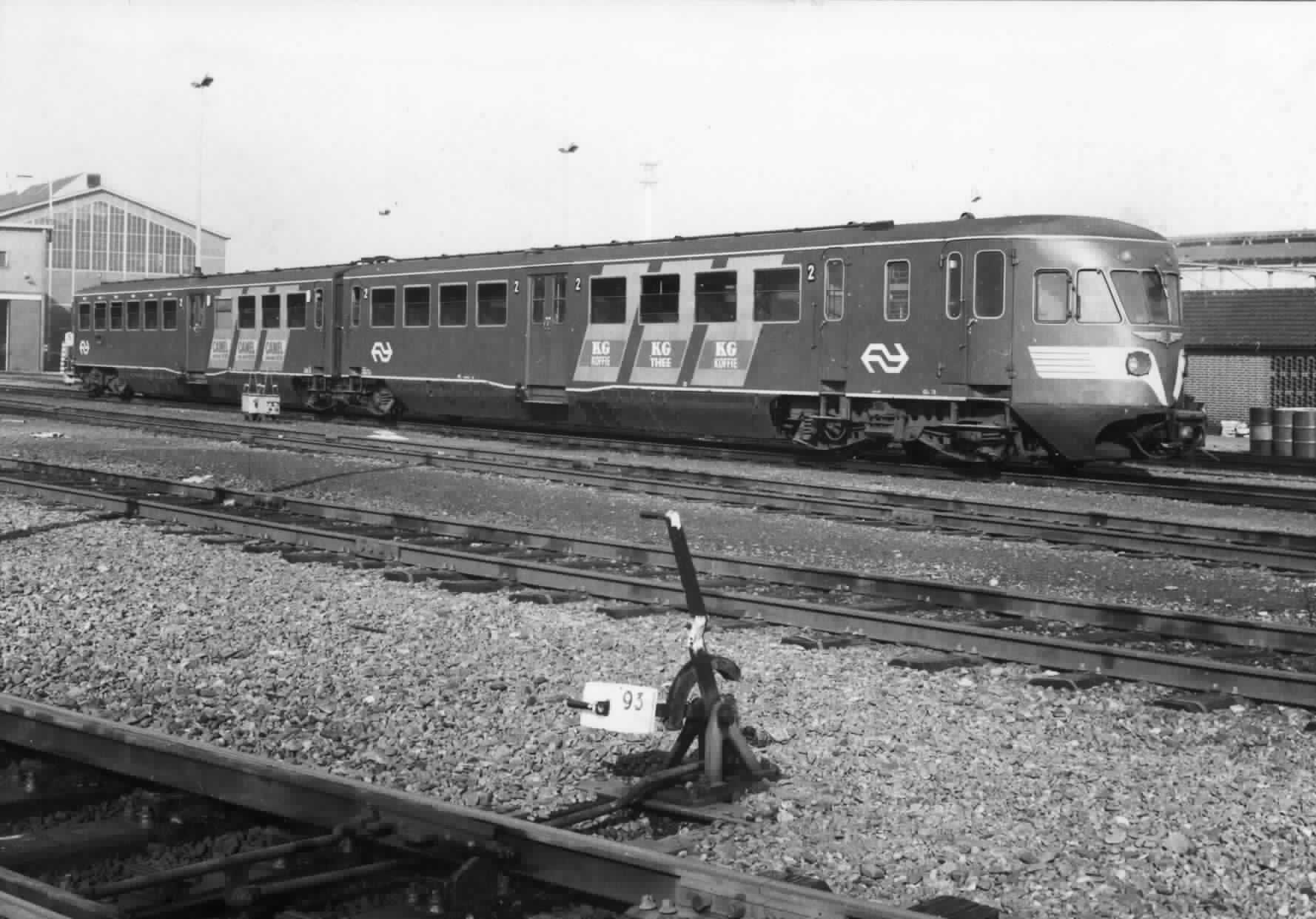
DE2 n° 70 à l'atelier de Zwolle en 1969.
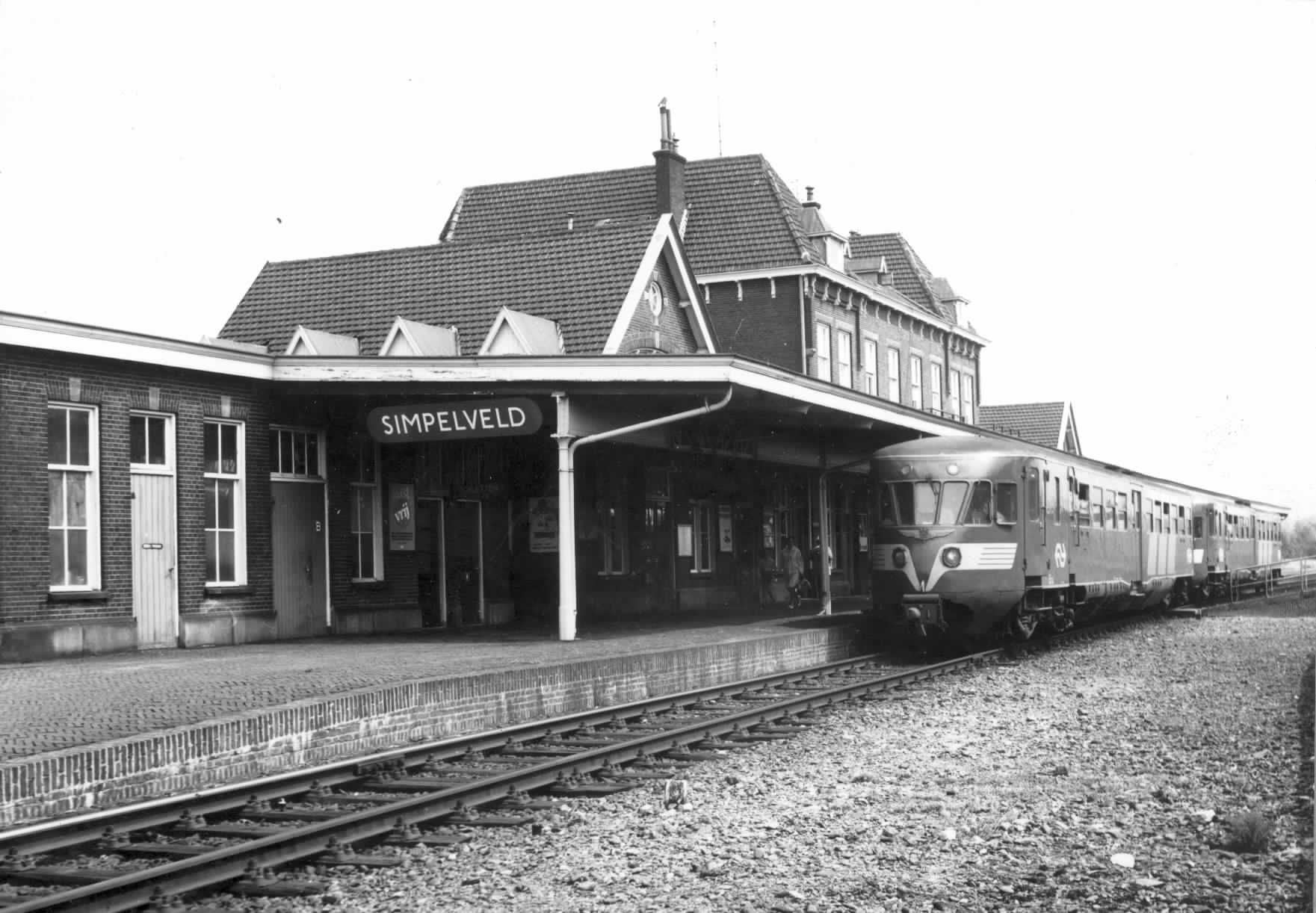
Deux DE1 accouplées en gare de Simpelveld le 1er octobre 1970.

Photos couleur des autorails DE1 & DE2
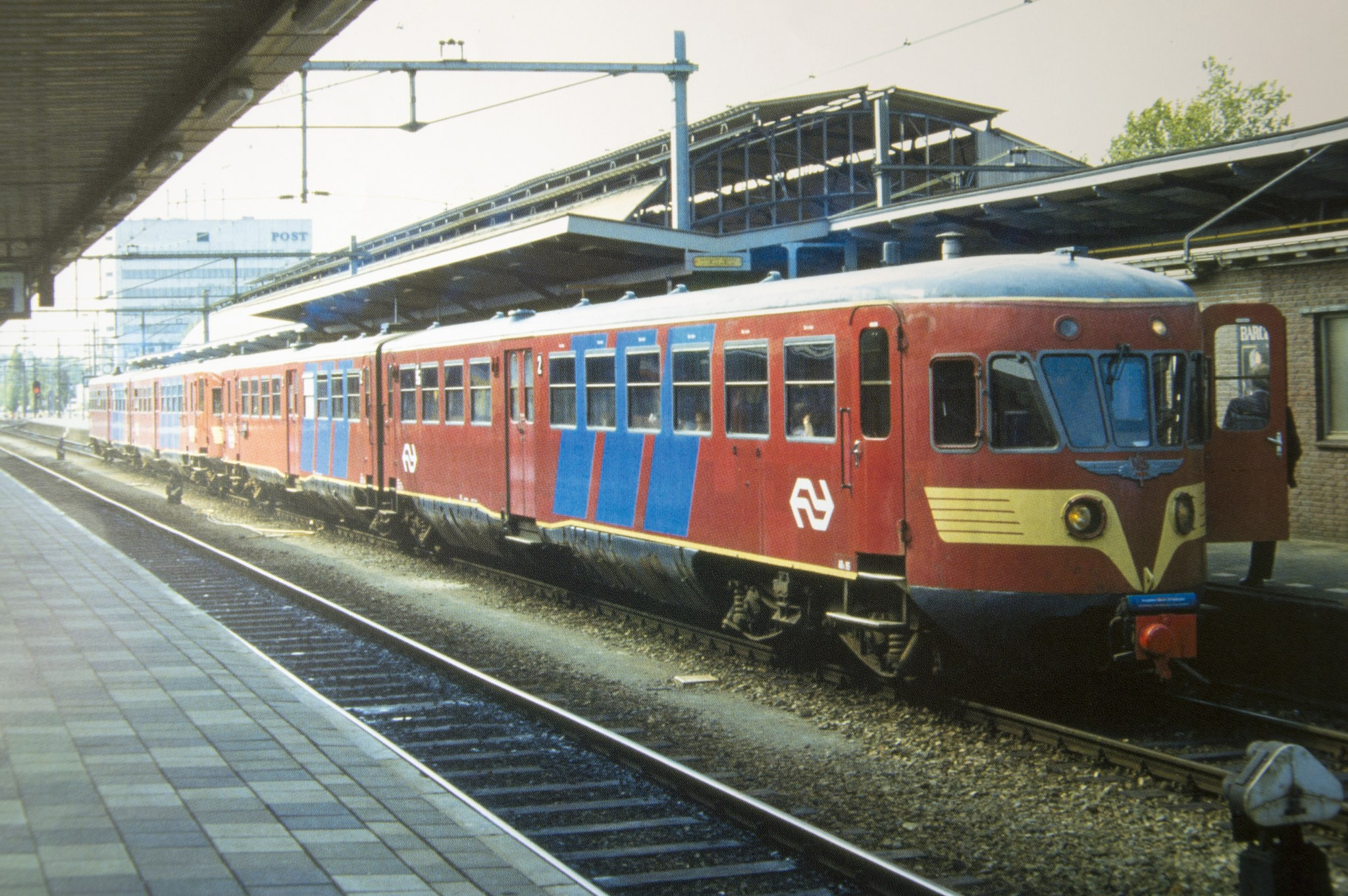
DE2 en gare de Zwolle vers 1980.
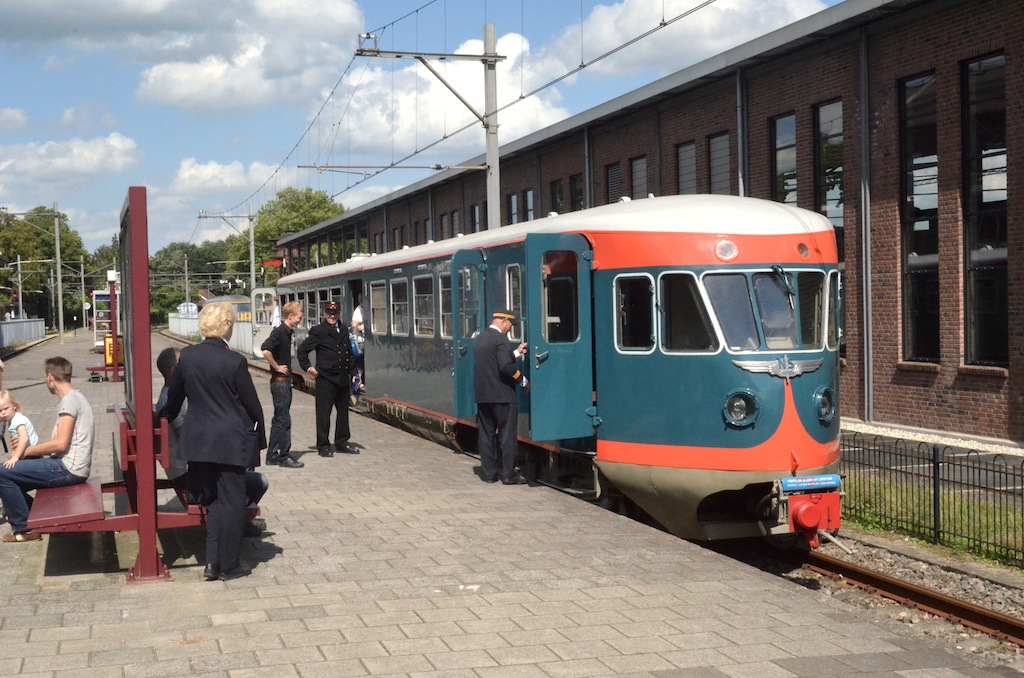
L'autorail préservé DE1 n° 41 sur un charter touristique au Musée du Chemin de Fer de Utrecht le 9 août 2014.
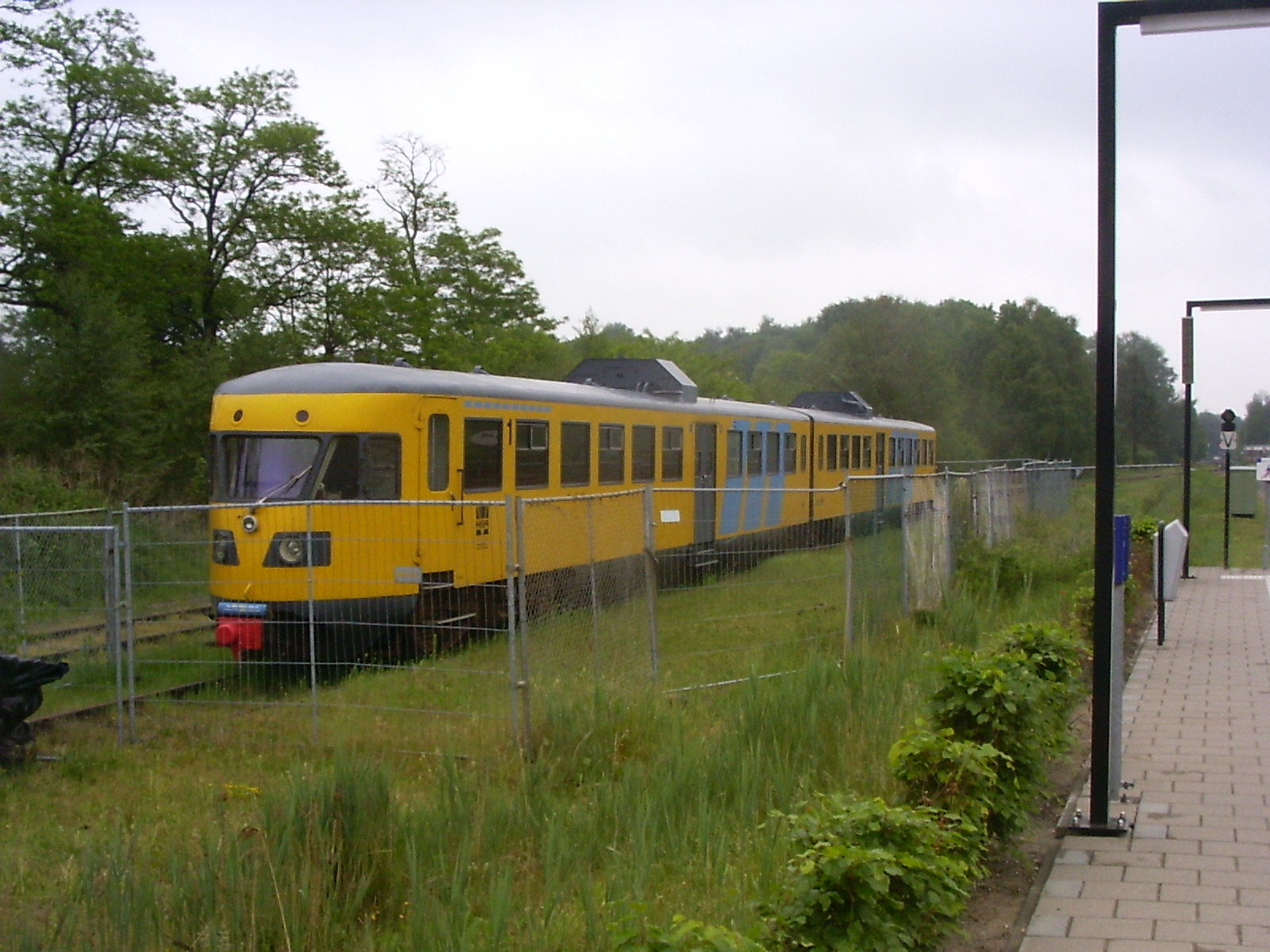
La rame préservée DE2 n°186 à Winterswijk.
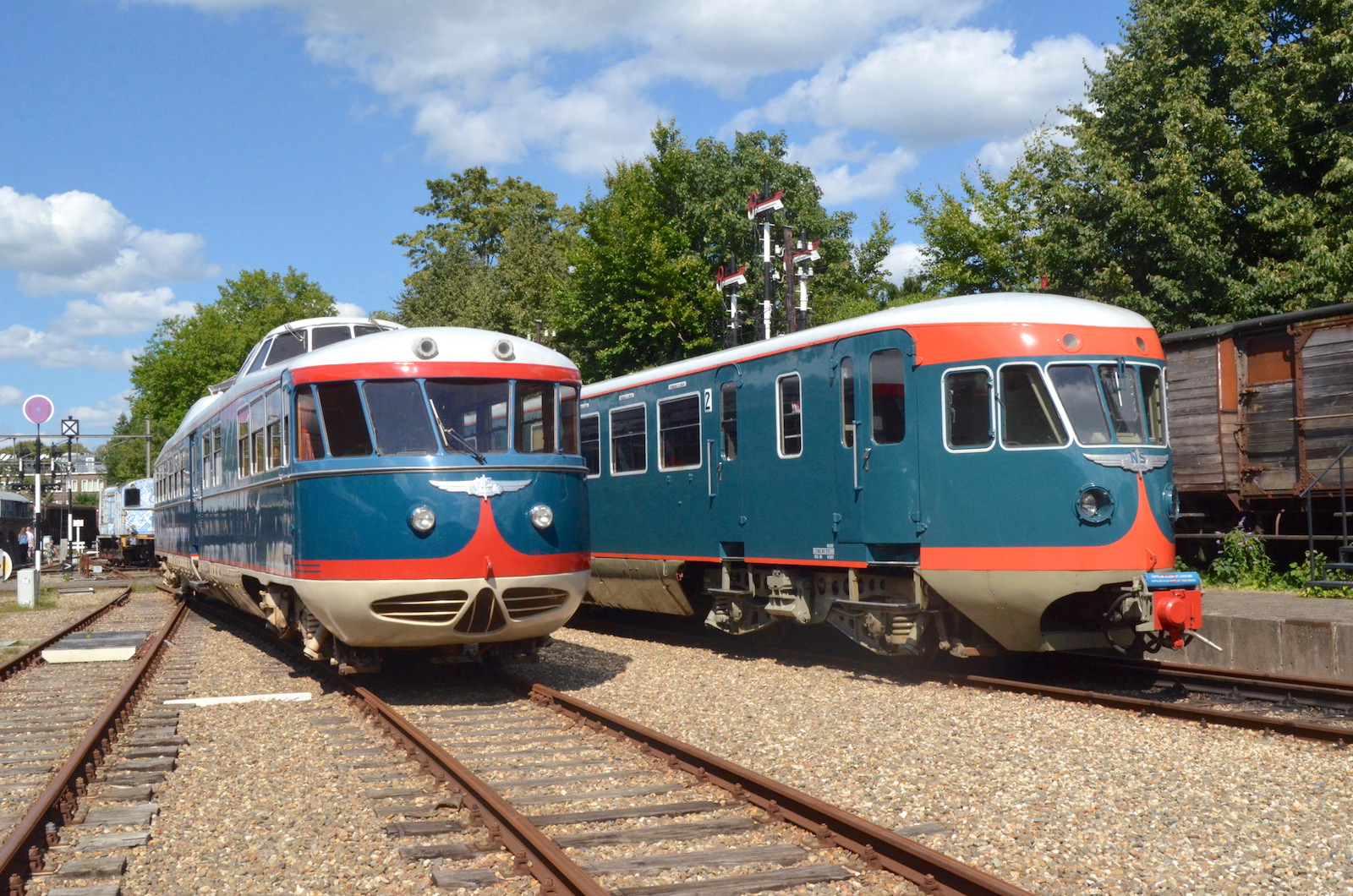
L'autorail d'inspection DE20 dit chameau aux côtés du DE1 n° 41 au Musée d'Utrecht.
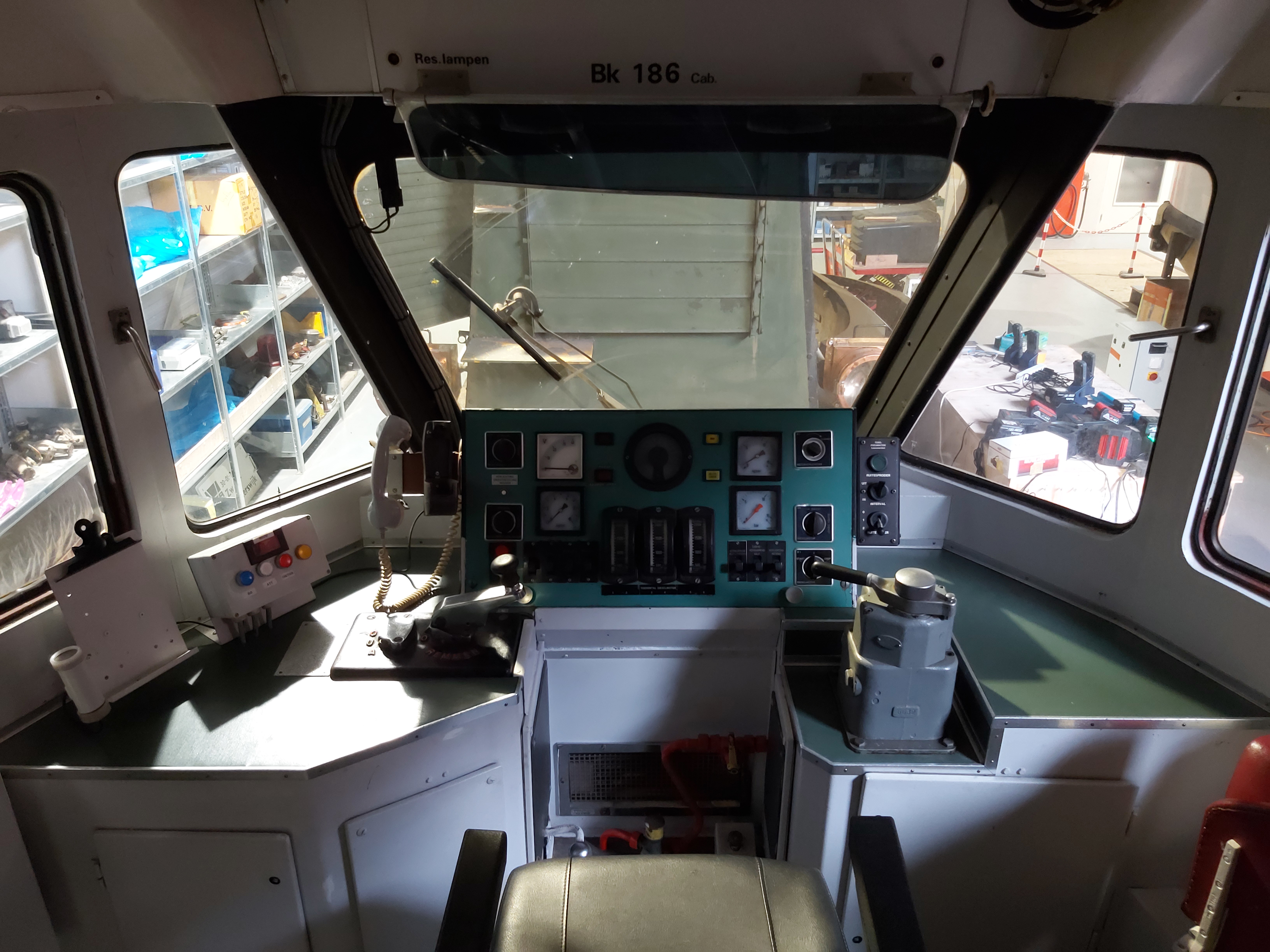
Poste de pilotage d'une DE2 modernisée

## Exploitation
Les rames DE1 et DE2 étaient visibles sur presque toutes les lignes ferroviaires non électrifiées des Pays-Bas. Elles ont contribué au remplacement des derniers trains assurés en traction vapeur. 
Les premières rames ont été mises en service en 1953 sur les lignes Arnhem – Winterswijk, Gouda – Alphen aan den Rijn et entre Leeuwarden et Sneek. Plus tard la même année, les lignes Groningen – Delfzijl et Groningue – Roodeschool suivent, puis en 1954 la ligne Zwolle - Almelo et les autres lignes non électrifiées des provinces de Groningue et de Frise. Enfin, ce sont les lignes du Limbourg méridional, incluant les dessertes transfrontalières entre Maastricht et Liège d'une part et entre Heerlen et Aix-la-Chapelle d'autre part. 
Au début des années 1960, les rames de type Plan U / Mat '60 entrent en service et reprennent le service des lignes Groningue – Leeuwarden et Arnhem – Winterswijk. Les rames libérées ont été principalement utilisées à Twente et autour de Zutphen . Les trains ont également circulé entre Alkmaar et Hoorn pendant une courte période dans les années 1960. 
Entre 1970 et l'électrification de la ligne Geldermalsen – Tiel en 1978, les rames DE1 et DE2 exploitaient les trains de correspondance entre Utrecht – Geldermalsen et Arnhem / Nimègue. À partir de 1978, ce service a été limité à Tiel. En 1977, l'utilisation des autorails Plan X entre Maastricht et Aix-la-Chapelle a pris fin.
Les rames DE2 rénovées étaient principalement utilisées sur les lignes diesel autour de Zwolle et Zutphen et entre Arnhem et Tiel. 
En 1985, la ligne Maastricht – Liège est électrifiée et le service est repris par des automotrices classiques de la SNCB. En 1988, les rames DE2 sont à nouveau engagées entre Maastricht et Aix-la-Chapelle (Heerlen et Aix-la-Chapelle à partir de 1992), pour finalement été remplacés en août 1998 par les nouveaux autorails DM 90.